# Forme de oțel
''Pumping Iron'' este un film documentar filmat în anul 1977, despre drumul spre titlul de Mr. Olympia, cel mai mare titlu din culturism, din anul 1975. Acțiunea în film este focalizată pe Arnold Schwarzenegger și concurenții săi, Lou Ferrigno și Franco Columbu. Documentarul a fost co-regizat de Robert Fiore și George Butler. Filmul e bazat pe cartea cu același nume de Charles Gaines și George Butler (Simon și Schuster, 1974).
Pumping Iron este un film ce documentează "Era de Aur" a culturismului, perioadă în care masa și mărimea contau mai puțin, simetria și definirea corpului fiind hotărâtoare. Documentarul urmărește două competiții, cele mai mari din culturism, Mr. Universe IFBB (pentru amatori) și Mr. Olympia (pentru profesioniști) în Pretoria, Africa de Sud. Deși documentarul este axat pe Schwarzenegger, mulți alți culturiști notabili își fac apariția, incluzînd Lou Ferrigno, Franco Columbu, Mike Mentzer, Robby Robinson, Mike Katz, Albert Beckles, Ken Waller, Frank Zane, Paul Grant, Ed Corney, Serge Nubret și Danny Padilla — toți campioni talentați. Ed Corney a apărut pe supracoperta ediției cu copertă tare a cărții și pe coperta versiunii cu copertă moale, la fel ca și pe afișul filmului.
Filmul a fost re-lansat pe DVD în 2003, la cea de-a 25-a Aniversare a originalului. DVD-ul oferă și cadre din spatele scenei și interviuri recente cu cei distribuiți in film.
1. ↑   http://www.imdb.com/title/tt0076578/, accesat în 14 aprilie 2016 Lipsește sau este vid: |title= (ajutor)
2. 1 2  , Internet Movie Database https://www.imdb.com/title/tt0076578/fullcredits, accesat în 30 august 2019 Lipsește sau este vid: |title= (ajutor)
3. 1 2 3 4 5   http://www.imdb.com/title/tt0076578/fullcredits, accesat în 14 aprilie 2016 Lipsește sau este vid: |title= (ajutor)